# یلانچیک‌باش
یلانچیک‌باش (انگلیسی: Yelanchikbash) یک شهرک در شهرستان شارانسکی استان باشقیرستان کشور روسیه است.